# Assur-nirari I
Assur-nirari I, rey asirio del Imperio Antiguo (1548 a. C. - 1522 a. C.).
Hijo del rey Ishme-Dagan II, accedió al trono tras usurparlo a su primo Shamshi-Adad III. No conocemos los grandes hechos de su reinado, aunque nos han llegado inscripciones relativas a la restauración de diversos templos en la ciudad de Assur.
Fue sucedido por su hijo Puzur-Assur III.
| Predecesor: Shamshi-Adad III | Rey de Asiria 1548-1522 a. C. | Sucesor: Puzur-Assur III |